# Picquigny
Pour les articles homonymes, voir Picquigny (homonymie).
Picquigny est une commune française située dans le département de la Somme, en région Hauts-de-France.

## Géographie

### Localisation
Picquigny est un village picard de l'Amiénois.
Limitrophe d'Ailly-sur-Somme, la localité est située à 9 km au sud-est de Flixecourt et à 28 km au sud-est d'Abbeville, à vol d'oiseau.
Le territoire de la commune est limitrophe de ceux de huit communes.
Les communes limitrophes sont  Ailly-sur-Somme, Belloy-sur-Somme, Bovelles, Breilly, Crouy-Saint-Pierre, Fourdrinoy, La Chaussée-Tirancourt et Saisseval.

### Nature du sol et du sous-sol
Le territoire de la commune de Picquigny est divisé en deux grandes parties. La première partie, qui recouvre les deux tiers du territoire, est argilo-calcaire, riche en azote et en acide phosphorique ; la seconde partie est humifère, formée par des alluvions modernes le long de la Somme et du marais communal.

### Relief, paysage, végétation
Le relief de la commune est celui d'un plateau et d'une vallée. L'altitude la plus basse est de 16 m à la gare, la plus haute de 80 m au bois de Neuilly. De là on découvre le paysage à plusieurs kilomètres à la ronde.

### Hydrographie

#### Réseau hydrographique
La commune est située dans le bassin Artois-Picardie. Elle est drainée par la Somme canalisée, le bras de décharge rg ecl 20 Picquigny de la vanne du bras de décharge au canal de la Somme et divers autres petits cours d'eau.
Le canal de la Somme, construit entre 1770 et 1827, et mis au gabarit Freycinet en 1880, est long 170 km. Il débute à Saint-Simon où il touche au canal de Saint-Quentin et débouche dans la baie de Somme.

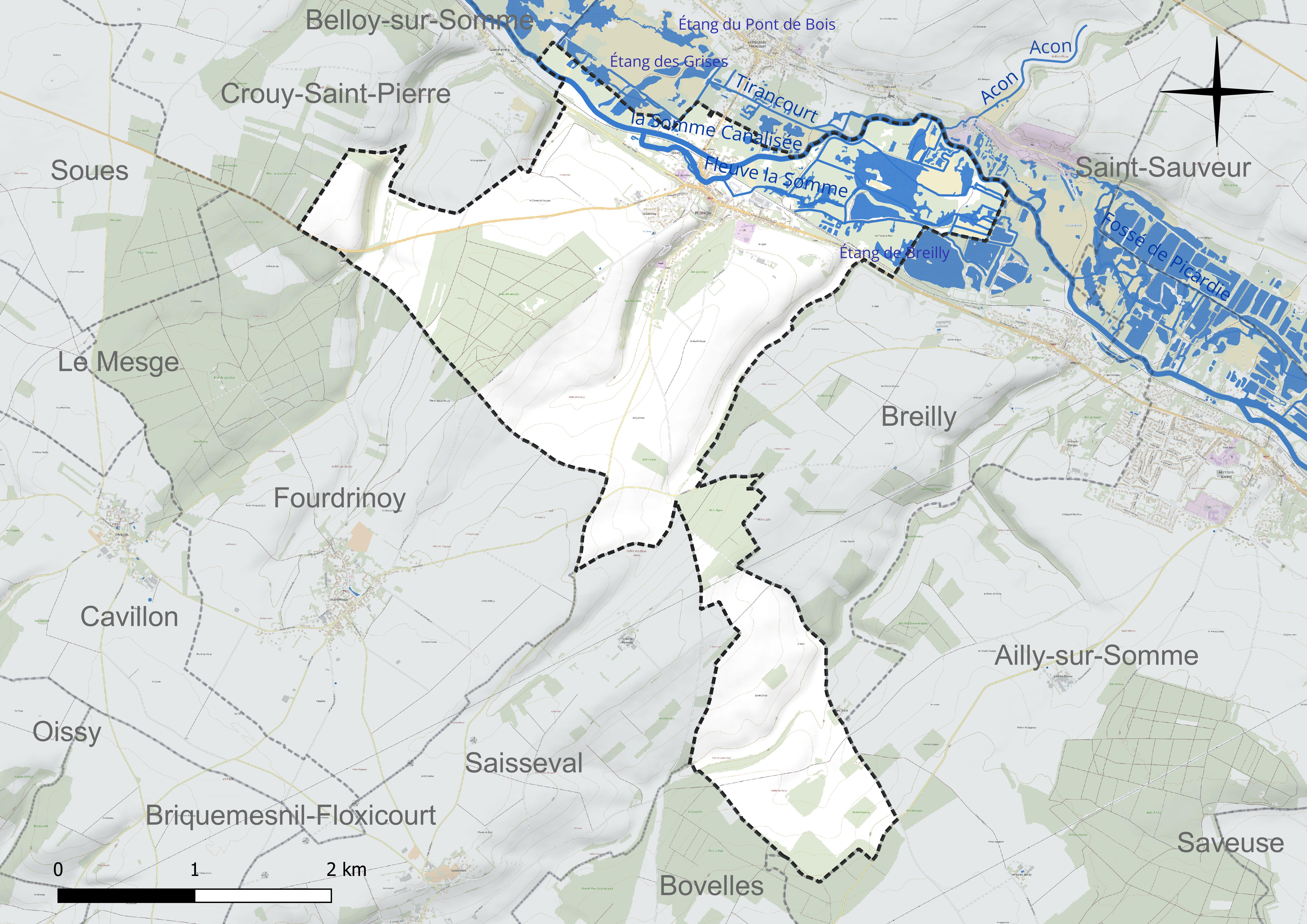
Réseau hydrographique de Picquigny.

#### Gestion et qualité des eaux
Le territoire communal est couvert par le schéma d'aménagement et de gestion des eaux (SAGE) « Somme aval et Cours d'eau côtiers ». Ce document de planification concerne un territoire de 1 835 km2 de superficie, délimité par le bassin versant de la Somme canalisée. Le périmètre a été arrêté le 29 avril 2010 et le SAGE proprement dit a été approuvé le 6 août 2019. La structure porteuse de l'élaboration et de la mise en œuvre est le syndicat mixte d'aménagement hydraulique du bassin versant de la Somme (AMEVA).
La qualité des cours d'eau peut être consultée sur un site dédié géré par les agences de l'eau et l'Agence française pour la biodiversité.

### Climat
Pour des articles plus généraux, voir Climat des Hauts-de-France et Climat de la Somme.
En 2010, le climat de la commune est de type climat océanique altéré, selon une étude du CNRS s'appuyant sur une série de données couvrant la période 1971-2000. En 2020, Météo-France publie une typologie des climats de la France métropolitaine dans laquelle la commune est exposée à un climat océanique et est dans la région climatique Côtes de la Manche orientale, caractérisée par un faible ensoleillement (1 550 h/an) ; forte humidité de l'air (plus de 20 h/jour avec humidité relative > 80 % en hiver), vents forts fréquents.
Pour la période 1971-2000, la température annuelle moyenne est de 10,7 °C, avec une amplitude thermique annuelle de 13,2 °C. Le cumul annuel moyen de précipitations est de 695 mm, avec 11,8 jours de précipitations en janvier et 8 jours en juillet. Pour la période 1991-2020, la température moyenne annuelle observée sur la station météorologique la plus proche, située sur la commune de Glisy à 20 km à vol d'oiseau, est de 11,1 °C et le cumul annuel moyen de précipitations est de 646,6 mm,. Pour l'avenir, les paramètres climatiques de la commune estimés pour 2050 selon différents scénarios d'émission de gaz à effet de serre sont consultables sur un site dédié publié par Météo-France en novembre 2022.

## Urbanisme

### Typologie
Au 1er janvier 2024, Picquigny est catégorisée bourg rural, selon la nouvelle grille communale de densité à sept niveaux définie par l'Insee en 2022.
Elle est située hors unité urbaine. Par ailleurs la commune fait partie de l'aire d'attraction d'Amiens, dont elle est une commune de la couronne,. Cette aire, qui regroupe 369 communes, est catégorisée dans les aires de 200 000 à moins de 700 000 habitants,.

### Occupation des sols
L'occupation des sols de la commune, telle qu'elle ressort de la base de données européenne d'occupation biophysique des sols Corine Land Cover (CLC), est marquée par l'importance des territoires agricoles (64,2 % en 2018), une proportion sensiblement équivalente à celle de 1990 (64,9 %). La répartition détaillée en 2018 est la suivante : 
terres arables (62,6 %), forêts (17,3 %), zones humides intérieures (10,6 %), zones urbanisées (5,1 %), eaux continentales (2,8 %), zones agricoles hétérogènes (1,6 %). L'évolution de l'occupation des sols de la commune et de ses infrastructures peut être observée sur les différentes représentations cartographiques du territoire : la carte de Cassini (XVIIIe siècle), la carte d'état-major (1820-1866) et les cartes ou photos aériennes de l'IGN pour la période actuelle (1950 à aujourd'hui).

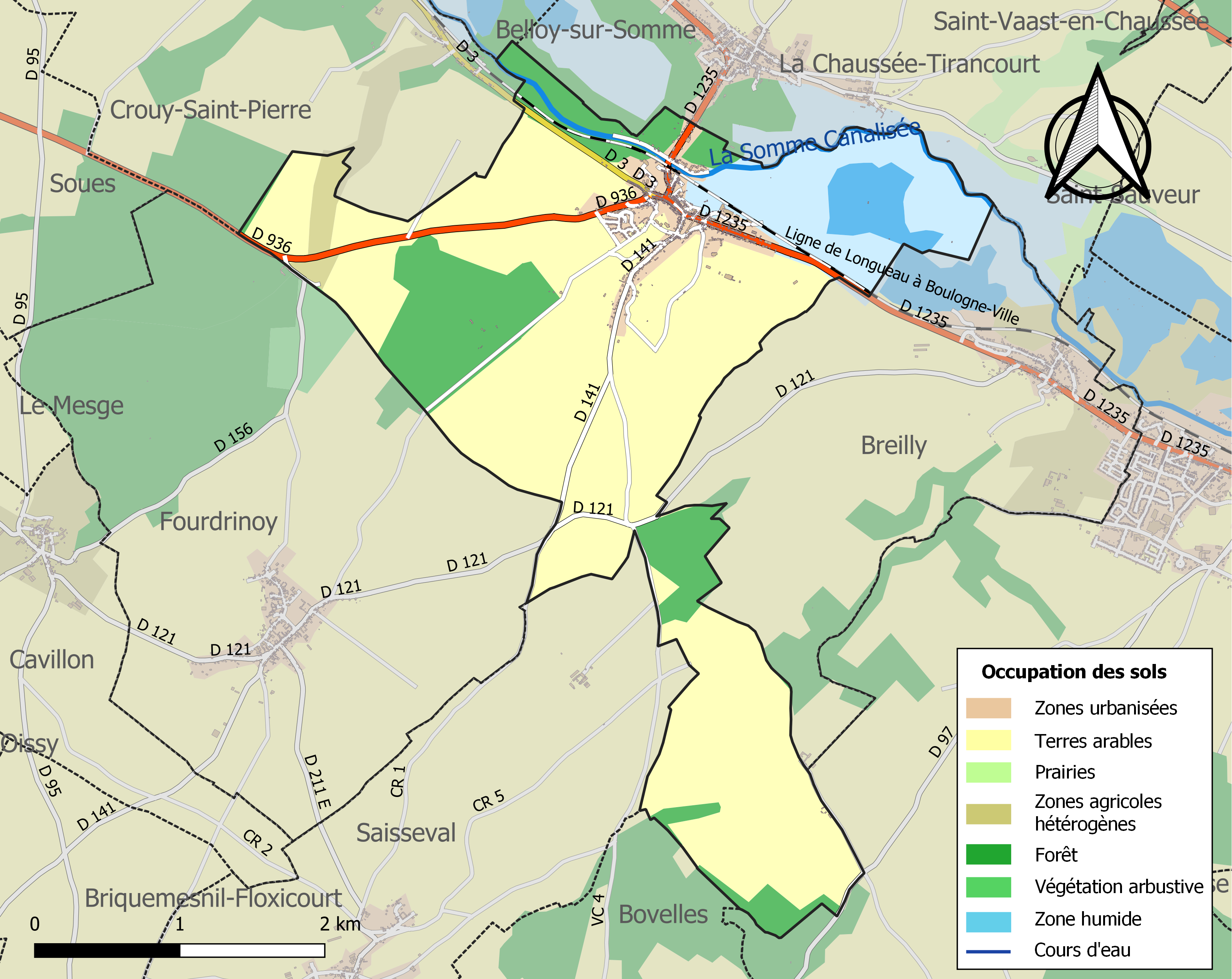
Carte des infrastructures et de l'occupation des sols de la commune en 2018 (CLC).

Parcelle couverte par le plan local d'urbanisme intercommunal (PLUi à l'ouest d'Amiens, dont la dernière procédure a été approuvée le 25 février 2020.

### Habitat
Le village de Picquigny s'organise autour de la place de la mairie et du carrefour routier. La commune a un habitat groupé dans la vallée qui grignote la pente du plateau au sud.

### Voies de communication et transports
Picquigny est traversée par la canal de la Somme qui n'est plus guère utilisé pour le transport de marchandises. Le tourisme fluvial, par contre, se développe.
Le bourg est desservi par la ligne de chemin de fer de Paris à Boulogne-sur-Mer. La gare de Picquigny est desservie par des TER.
C'est aussi un carrefour routier secondaire sur les routes d'Amiens à Abbeville par la vallée de la Somme, de Picquigny à Airaines et Gamaches et la route de Picquigny à Molliens-Dreuil.
La localité est desservie par la ligne d'autocars no 28 (Saint-Léger - L'Étoile - Flixecourt - Amiens) du réseau inter-urbain Trans'80.

## Toponymie
Picquigny se trouve mentionné en 942 sous les noms Pinkeni ou Pinkinei. Les noms de Pinconii castrum en 1066, de Pinchiniacum en 1110, et de Pinquigniacum au XIIIe siècle ont également été relevés,.
Le nom Picqigny est de formation gallo-romaine. Il est formé du suffixe « gny » provenant du latin iacus ou iacum signifiant domaine. « Picqui » viendrait du nom germanique d'une personne vraisemblablement propriétaire du lieu Pinko.
Selon Louis-Paul Colliette, le nom Picquigny serait à l'origine du nom Picardie. Cette hypothèse n'est plus retenue de nos jours.

## Histoire

### Antiquité
La découverte d'un cimetière gallo-romain en 1895 au lieu-dit les Vignes (au sud du village) prouve que la localité était déjà occupée à l'époque de la conquête romaine.

### Moyen Âge
Les Grandes Chroniques de France rapportent qu' après la défaite des Huns à Lihons-en-Santerre, les habitants d'Amiens, qui avaient livré passage aux barbares, se réfugièrent dans le château de Picquigny, pour se mettre à l'abri de la vengeance de Dagobert. Ils y furent assiégés par le prince.
Ce bourg, baronnie de « franc alleu », qui tenait dans sa mouvance trois cent soixante fiefs, est situé sur la Somme, à trois lieues d'Amiens et à sept lieues d'Abbeville.
Le 17 décembre 942, Arnoul, comte de Flandre, et Guillaume Longue-Epée, duc de Normandie, ont une entrevue à Picquigny pour traiter de la paix. Ils se rendent sur une petite île sur la Somme, laissant chacun son armée. Les conférences terminées, Guillaume part, mais Arnoul le rappelle sur l'île. Guillaume, ne soupçonnant rien, revient et est assassiné lors d'un guet-apens.

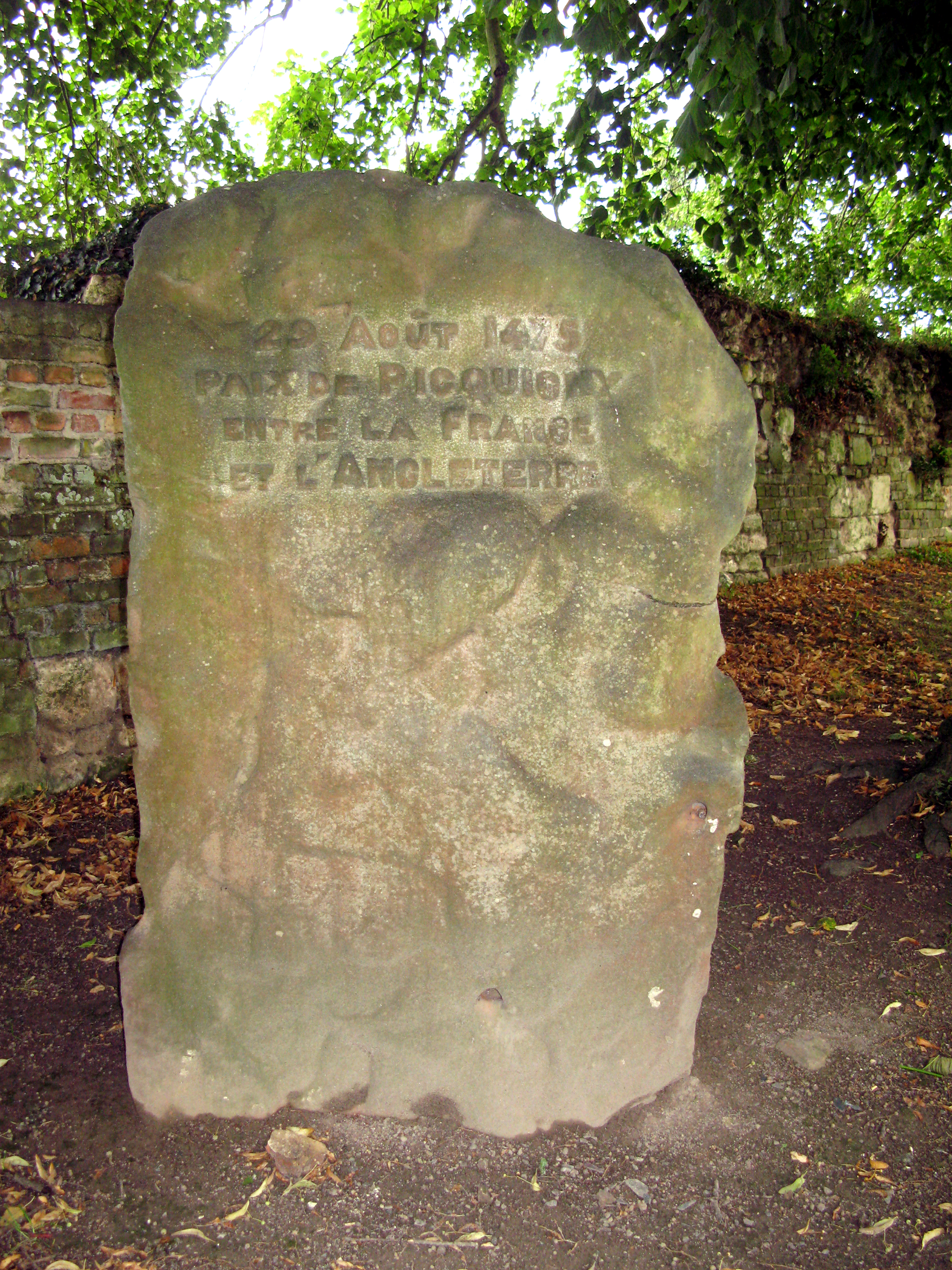
Stèle commémorant la Paix de Picquigny (1475).

À la fin du XIIe siècle, le seigneur de Picquigny est un des douze pairs du comté de Corbie, un peu plus tard, en 1302, le seigneur de Picquigny a lui-même 18 pairs : les titulaires des fiefs de Belloy-sur-Somme, Breilly, Rivery...
Au XIIIe siècle, ce bourg avait le statut de commune avec un échevinage.
Au début du XIVe siècle, le domaine des seigneurs de Picquigny se composait de deux parties distinctes : l'une (implantée sur les deux rives de la Somme) constituant le vidamé d'Amiens, l'autre (au nord de la Somme) composant l'avouerie de Corbie. Ces derniers tenaient par délégation de cette abbaye le droit de battre monnaie.
En 1307, les Templiers, arrêtés le même jour dans toute l'étendue du bailliage d'Amiens par ordre de Philippe le Bel, furent enfermés dans les souterrains du château de Picquigny, alors forteresse imposante.
Le 29 août 1475, par le traité de Picquigny, Louis XI a acheté à Édouard IV une trêve mettant fin à la guerre de Cent Ans moyennant un tribut annuel de cinquante mille écus d'or.

### Époque moderne
En novembre 1498, par devant Jean d'Ardres, bailli de Picquigny, le seigneur Charles d'Ailly permet aux habitants de racheter l'obligation d'aller au four banal faire cuire leur pain contre deux sols six deniers par ménage.
En août 1547, Henri II établit un marché tous les seconds lundis de chaque mois pour aider les habitants incendiés à se rétablir.
En juillet 1575, établissement d'un marché franc.
Le 14 juillet 1595, le bourg et sa forteresse servirent de refuge aux débris de l'armée française qui s'était portée au secours de Doullens, sous les ordres du duc de Bouillon, du comte de Saint-Pol et du duc de Nevers, défaits par le général espagnol, Pedro Enríquez de Acevedo, comte de Fuentes.
En janvier 1630, établissement d'un marché le mercredi de chaque semaine.
En 1671, Picquigny possède une école.
Au XVIIIe siècle, un moine capucin (Frères mineurs capucins) portant le nom de la commune, Augustin de Picquigny, dont on ne sait rien de la vie, a connu son heure de gloire en prononçant à Arras en 1711 une oraison funèbre du Grand Dauphin Louis de France (1661-1711), fils aîné de Louis XIV. Jugé assez sévèrement par la critique pour « le ridicule et le burlesque qui y règne », le texte a néanmoins été publié la même année et même réédité en 1739.

### Époque contemporaine
Au XIXe siècle, Victor Hugo voyage le long de la Somme et passe à Picquigny.
En 1847, le chemin de fer (Ligne de Longueau à Boulogne-Ville) relie Picquigny à Abbeville et à Amiens.
Le 5 juin 1940, c'est dans le secteur de Picquigny que le XXXVIII. Armee-Korps d'Erich von Manstein franchit la Somme lors de la bataille de France.

## Politique et administration
| Période                                  | Période                   | Identité                | Étiquette    | Qualité                        |
| ---------------------------------------- | ------------------------- | ----------------------- | ------------ | ------------------------------ |
| Les données manquantes sont à compléter. |                           |                         |              |                                |
| 1898                                     | 1900                      | Arsène Lognon           | Conservateur |                                |
| 1900                                     | 1904                      | Théophile Laurent-Sorel | Républicain  |                                |
| 1904                                     | 1908                      | Charles Decagny         |              |                                |
| 1908                                     | 1912                      | Jules Duthoit           |              |                                |
| 1912                                     | 1925                      | Albert Coppens          |              |                                |
| 1925                                     | 1935                      | Gaston Havart           |              |                                |
| 1935                                     | 1943                      | Albert Coppens          |              |                                |
| 1944                                     | 1945                      | Serge Manquest          |              |                                |
| 1945                                     | mai 1953                  | Abel Courcelle          |              |                                |
| mai 1953                                 | mars 1977                 | Jean-Jacques Rousseaux  | PCF          | Ouvrier                        |
| mars 1977                                | 1978                      | Christian Dufour        |              |                                |
| 1978                                     | mars 1989                 | Jean Hervy              |              |                                |
| mars 1989                                | mars 2001                 | Romain Zureck           |              |                                |
| mars 2001                                | En cours (au 25 mai 2020) | José Herbet             | PCF          | Réélu pour le mandat 2020-2026 |

### Budget et fiscalité 2020
En 2020, le budget de la commune était constitué ainsi :
- total des produits de fonctionnement : 1 144 000 €, soit 846 € par habitant ;
- total des charges de fonctionnement : 942 000 €, soit 697 € par habitant ;
- total des ressources d'investissement : 425 000 €, soit 314 € par habitant ;
- total des emplois d'investissement : 479 000 €, soit 354 € par habitant ;
- endettement : 1 565 000 €, soit 1 156 € par habitant.

Avec les taux de fiscalité suivants :
- taxe d'habitation : 19,24 % ;
- taxe foncière sur les propriétés bâties : 21,69 % ;
- taxe foncière sur les propriétés non bâties : 28,71 % ;
- taxe additionnelle à la taxe foncière sur les propriétés non bâties : 0,00 % ;
- cotisation foncière des entreprises : 0,00 %.

Chiffres clés Revenus et pauvreté des ménages en 2019 : médiane en 2019 du revenu disponible, par unité de consommation : 20 830 €.

## Population et société

### Démographie

#### Évolution démographique
L'évolution du nombre d'habitants est connue à travers les recensements de la population effectués dans la commune depuis 1793. Pour les communes de moins de 10 000 habitants, une enquête de recensement portant sur toute la population est réalisée tous les cinq ans, les populations de référence des années intermédiaires étant quant à elles estimées par interpolation ou extrapolation. Pour la commune, le premier recensement exhaustif entrant dans le cadre du nouveau dispositif a été réalisé en 2008.

En 2022, la commune comptait 1 275 habitants, en évolution de −6,04 % par rapport à 2016 (Somme : −1,26 %, France hors Mayotte : +2,11 %).
| 1793  | 1800  | 1806  | 1821  | 1831  | 1836  | 1841  | 1846  | 1851  |
| ----- | ----- | ----- | ----- | ----- | ----- | ----- | ----- | ----- |
| 1 250 | 1 253 | 1 239 | 1 340 | 1 456 | 1 516 | 1 519 | 1 507 | 1 502 |

| 1856  | 1861  | 1866  | 1872  | 1876  | 1881  | 1886  | 1891  | 1896  |
| ----- | ----- | ----- | ----- | ----- | ----- | ----- | ----- | ----- |
| 1 354 | 1 346 | 1 424 | 1 384 | 1 329 | 1 275 | 1 254 | 1 292 | 1 242 |

| 1901  | 1906  | 1911  | 1921  | 1926  | 1931  | 1936  | 1946  | 1954  |
| ----- | ----- | ----- | ----- | ----- | ----- | ----- | ----- | ----- |
| 1 238 | 1 198 | 1 238 | 1 206 | 1 144 | 1 096 | 1 109 | 1 044 | 1 127 |

| 1962  | 1968  | 1975  | 1982  | 1990  | 1999  | 2006  | 2008  | 2013  |
| ----- | ----- | ----- | ----- | ----- | ----- | ----- | ----- | ----- |
| 1 195 | 1 309 | 1 322 | 1 381 | 1 397 | 1 386 | 1 383 | 1 382 | 1 366 |

| 2018  | 2022  | - | - | - | - | - | - | - |
| ----- | ----- | - | - | - | - | - | - | - |
| 1 317 | 1 275 | - | - | - | - | - | - | - |

### Enseignement
Le syndicat scolaire gère les activités de l'école de la Vigne. Il regroupe les communes de Picquigny, Crouy-Saint-Pierre, Breilly et Yzeux. Un service de cantine est à la disposition des élèves. Au cours de l'année scolaire 2020-2021, 198 élèves sont scolarisés au sein de la structure.

## Économie

### Activités économiques et de services
Les activités de la commune comprennent surtout le commerce, l'artisanat, la santé, ainsi que le tourisme estival. La commune est le siège d'une maison de retraite.

### Entreprises et commerces

#### Tourisme
Dans la maison éclusière de Picquigny se trouve, depuis novembre 2021, la Maison du Tourisme Nièvre & Somme. Véritable lieu de vie, il est possible de s'y arrêter pour prendre des informations sur les activités du territoire mais aussi faire une pause sur la terrasse aménagée où une boutique de produits locaux se trouve. Toilettes accessibles et une douche sur demande. La Maison du Tourisme propose également de la location de petits bateaux électriques sans permis (max 5 personnes) ainsi que des vélos classiques, vélos à assistance électrique et des trottinettes électriques cross. 

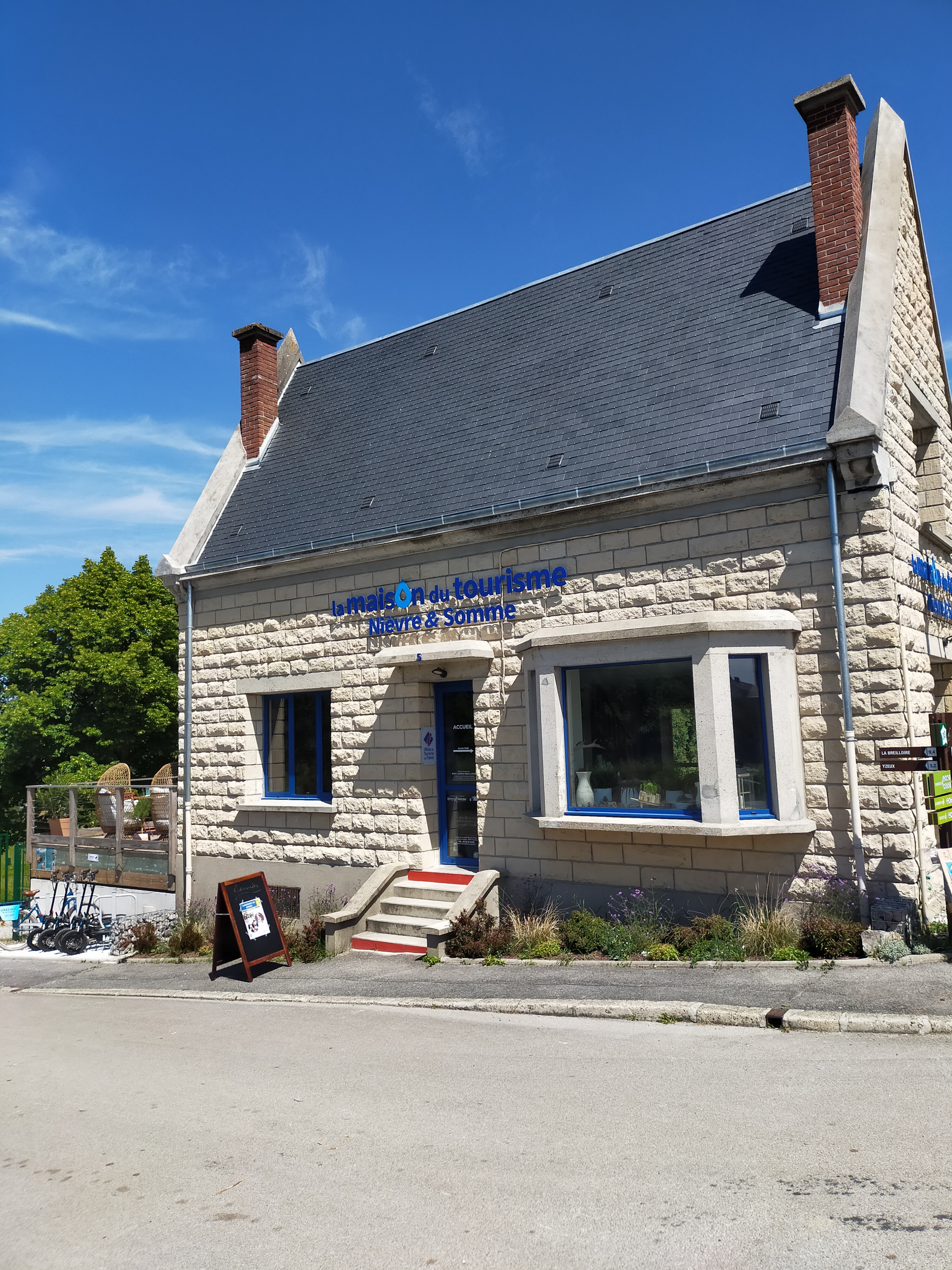
Façade de la Maison du Tourisme Nièvre & Somme
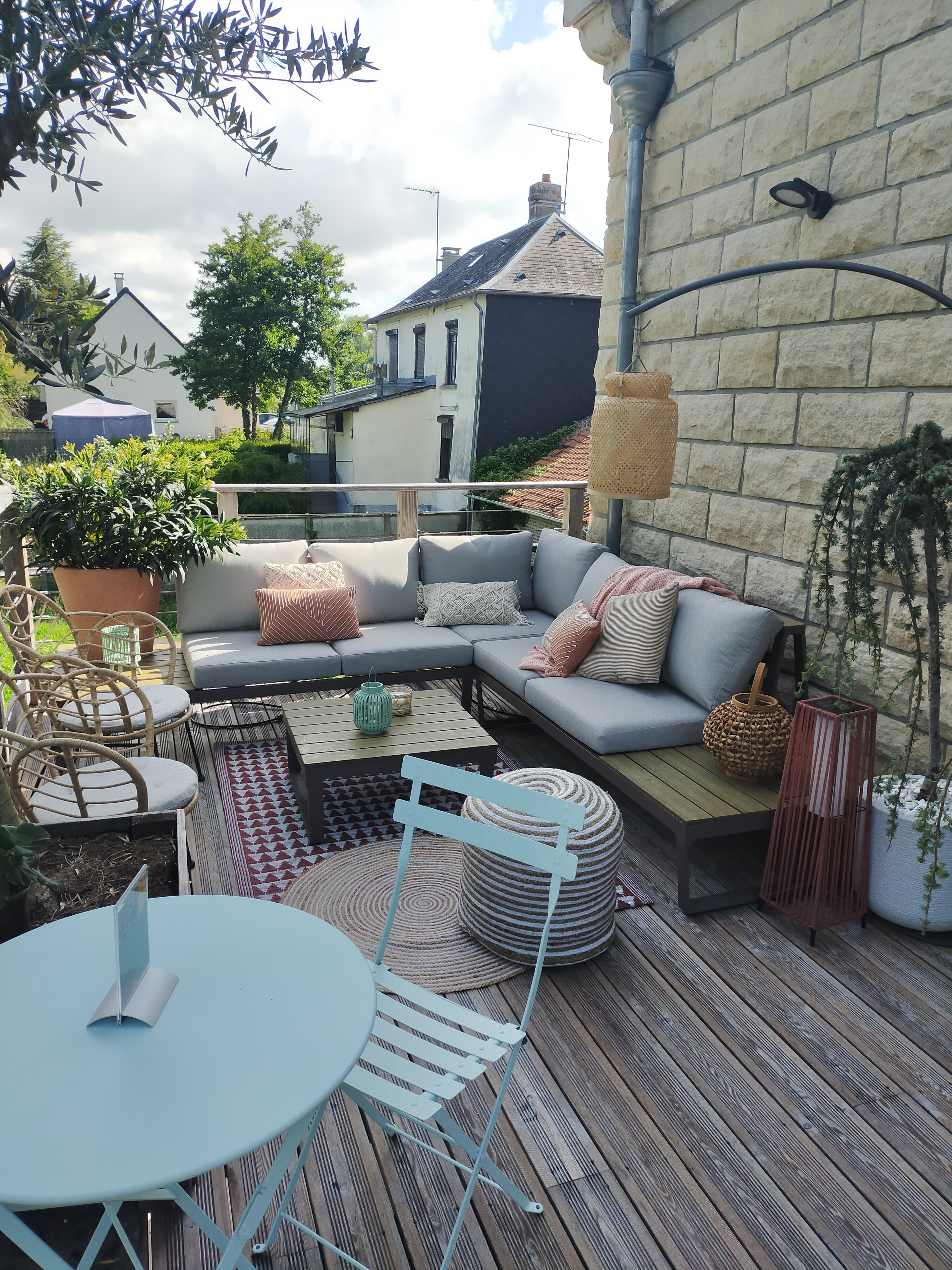
Terrasse de la Maison du Tourisme
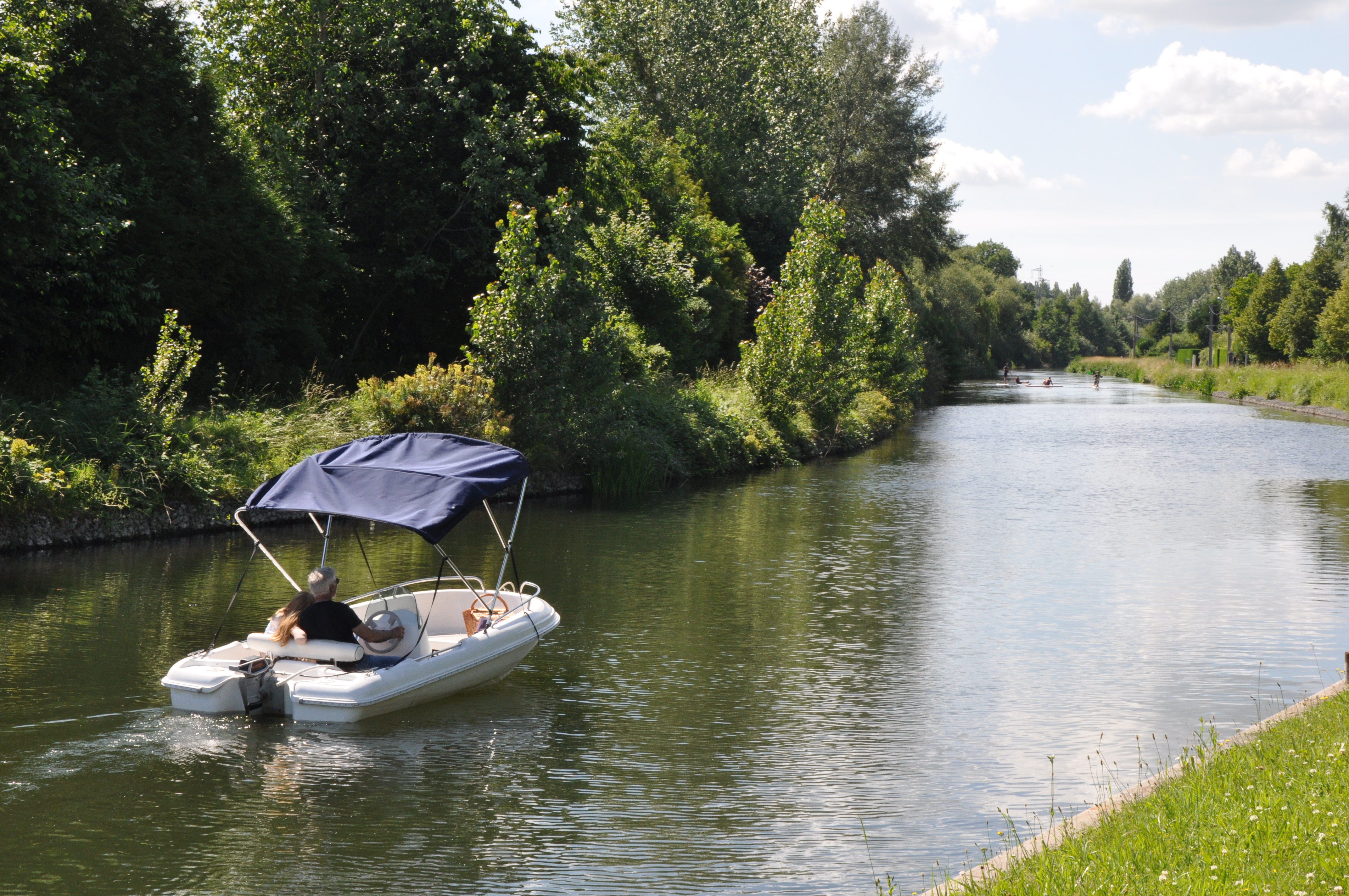
Location de bateaux électriques sans permis

## Culture locale et patrimoine

### Lieux et monuments
- Château féodal

C'était le château des vidames d'Amiens. Érigé au début du XIe siècle, l'édifice formait un parallélépipède garni de tours circulaires aux angles suivant le schéma classique du début du XIIIe siècle.
Reconstruit au XIVe siècle et complété aux XVIe et XVIIe siècles, il subit des dommages considérables lors de la Première Guerre mondiale. Néanmoins, les vestiges restent imposants et pittoresques, et s'y déroulent, depuis peu, des fêtes médiévales tous les mois d'août.
Dans le cadre de la mise en valeur du site, et pour préparer l'édition 2009 de la fête médiévale, un partenariat a été établi entre l'office de tourisme local et l'association « REMPART » pour réaliser, dans la seconde quinzaine de juillet, le débroussaillage et le dessouchage de l'ancienne place d'armes ainsi que la restauration d'un escalier y donnant accès,.
En dehors des fortifications elles-mêmes, la prison, la cuisine, deux caves, les latrines et le pavillon Sévigné ont subsisté.

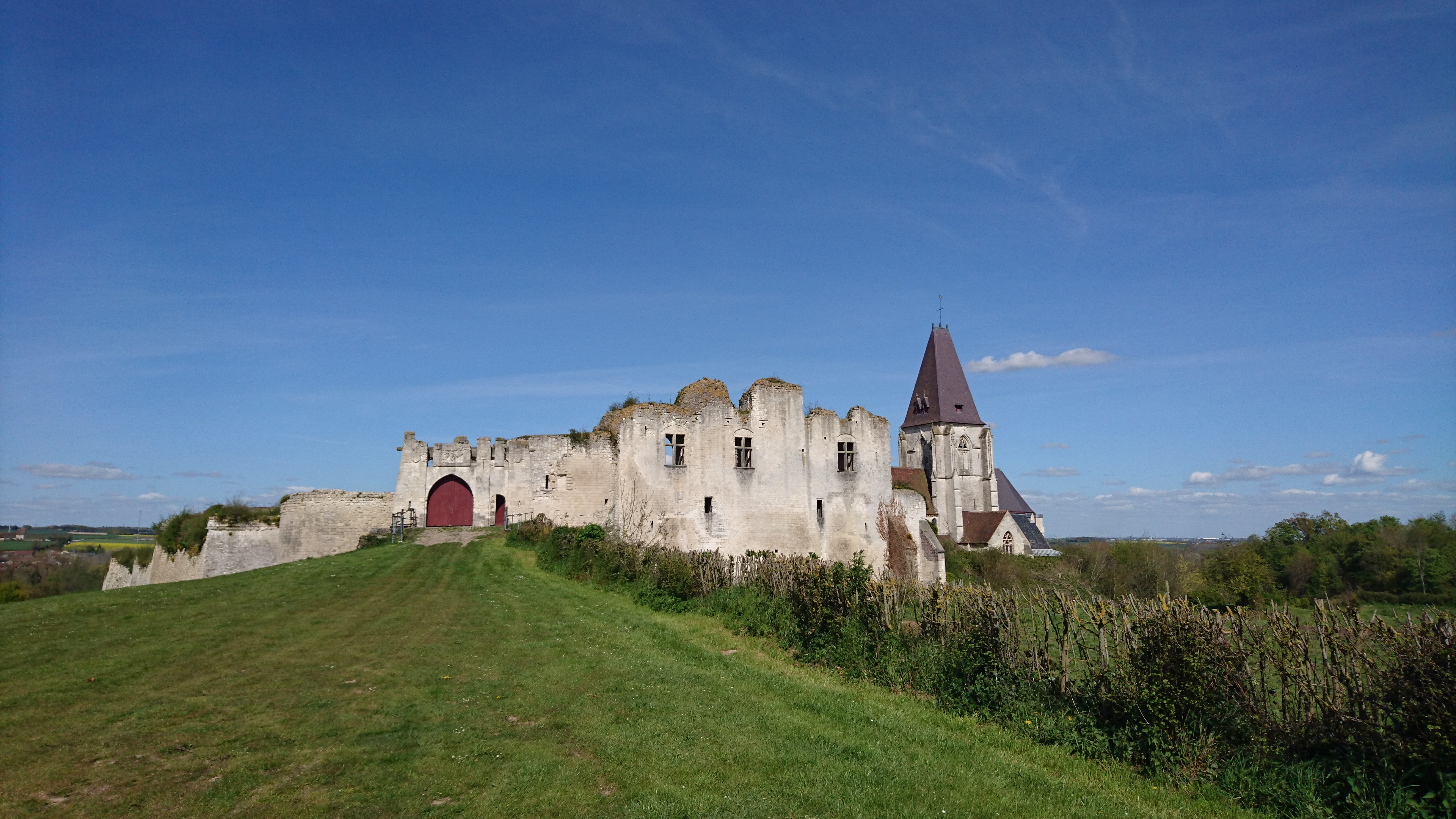
Château de Picquigny
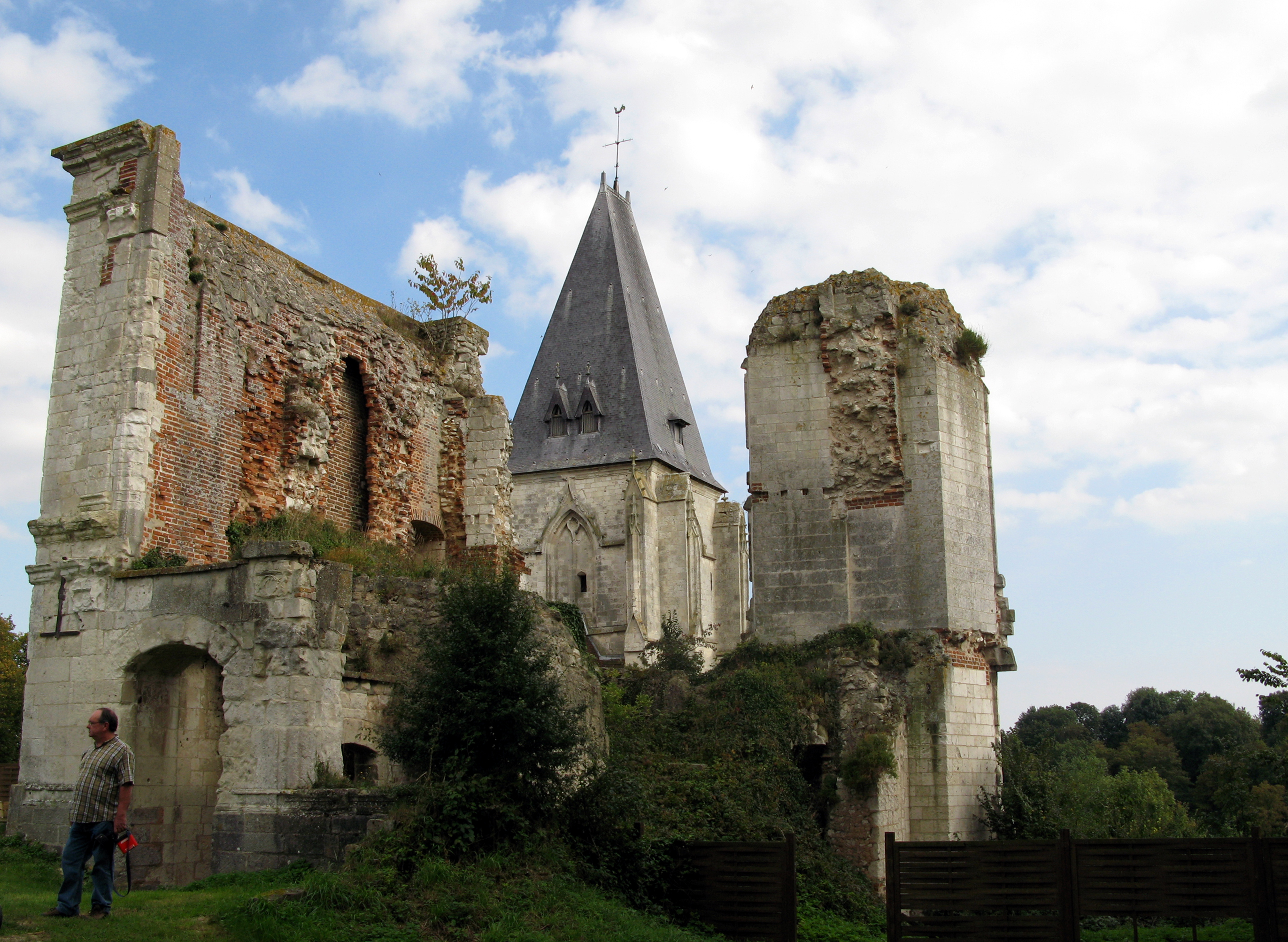
La partie est des vestiges du logis seigneurial laissant entrevoir le clocher de l'église.
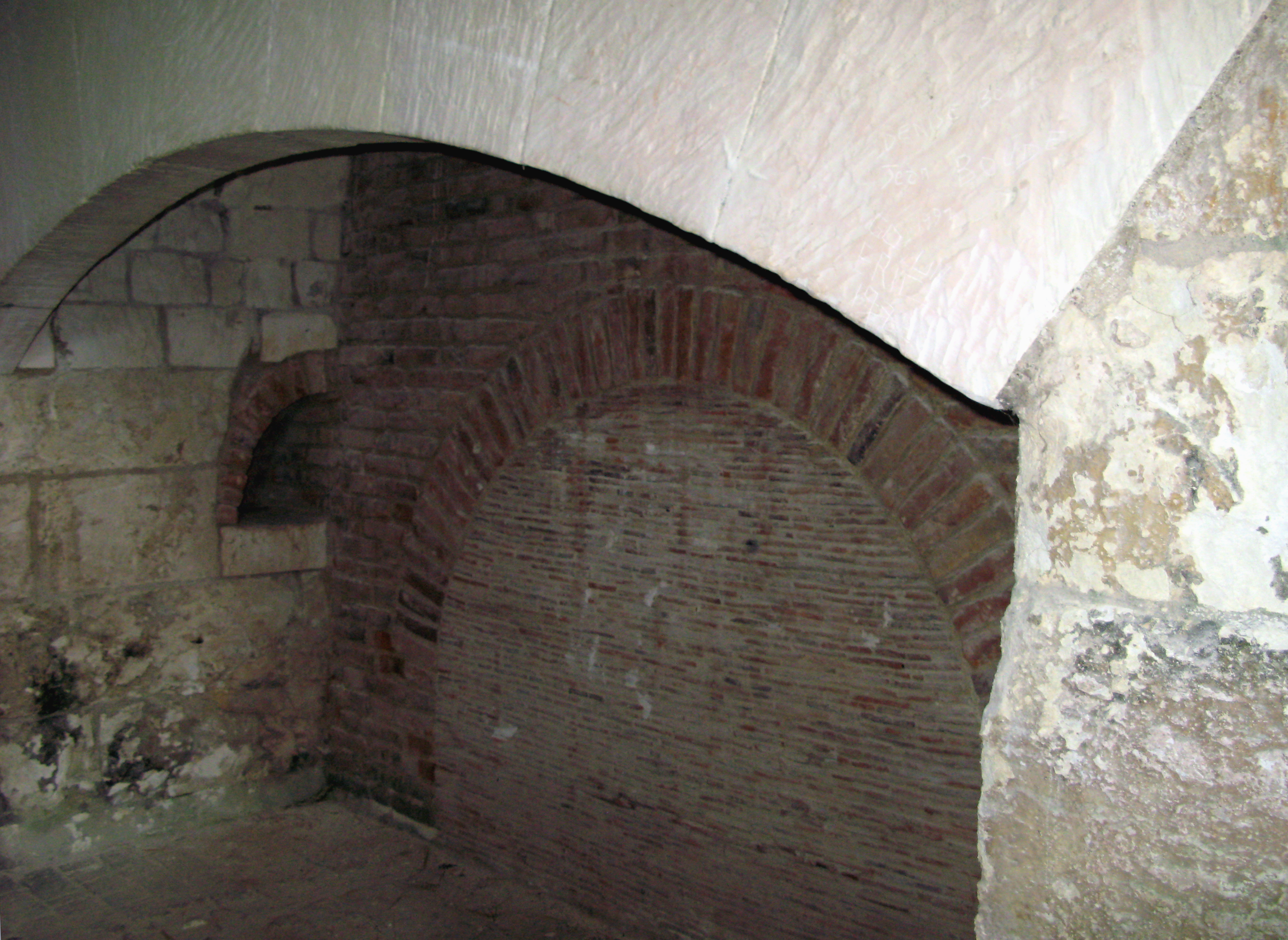
La cheminée des cuisines.
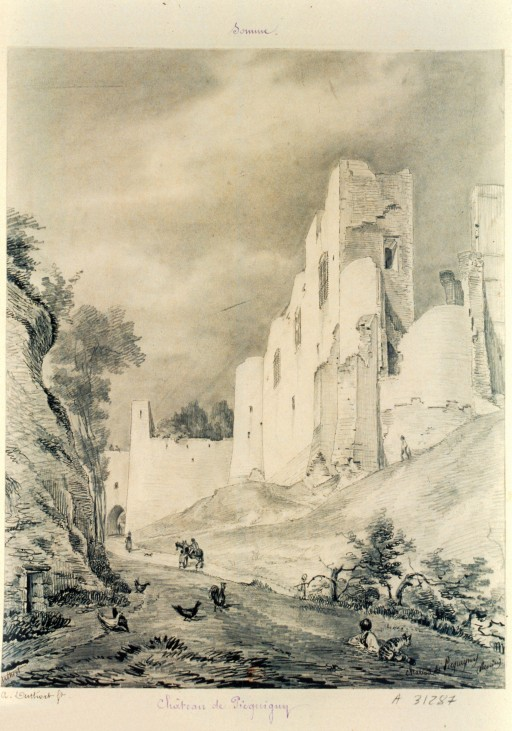
Le château de Picquigny, par Louis Duthoit (1807-1874).

- Collégiale Saint-Martin

L'édifice, qui était à l'origine la chapelle du château fort, se trouve à proximité immédiate des vestiges du logis, à l'intérieur des remparts. On y accède soit par l'escalier Saint-Jean (côté est) soit en franchissant la porte fortifiée (côté ouest).
La charpente de sa nef fut complètement détruite lors d'un incendie au début du XXe siècle. La toiture a fait l'objet d'une réhabilitation en 2008, qui s'est conclue par la pose d'un nouveau coq-girouette, le 2 août, qui fut précédée d'une bénédiction et d'une petite cérémonie lors de laquelle une partie de la population assemblée tout autour fut photographiée.
Son sol révèle encore l'entrée d'un important souterrain.

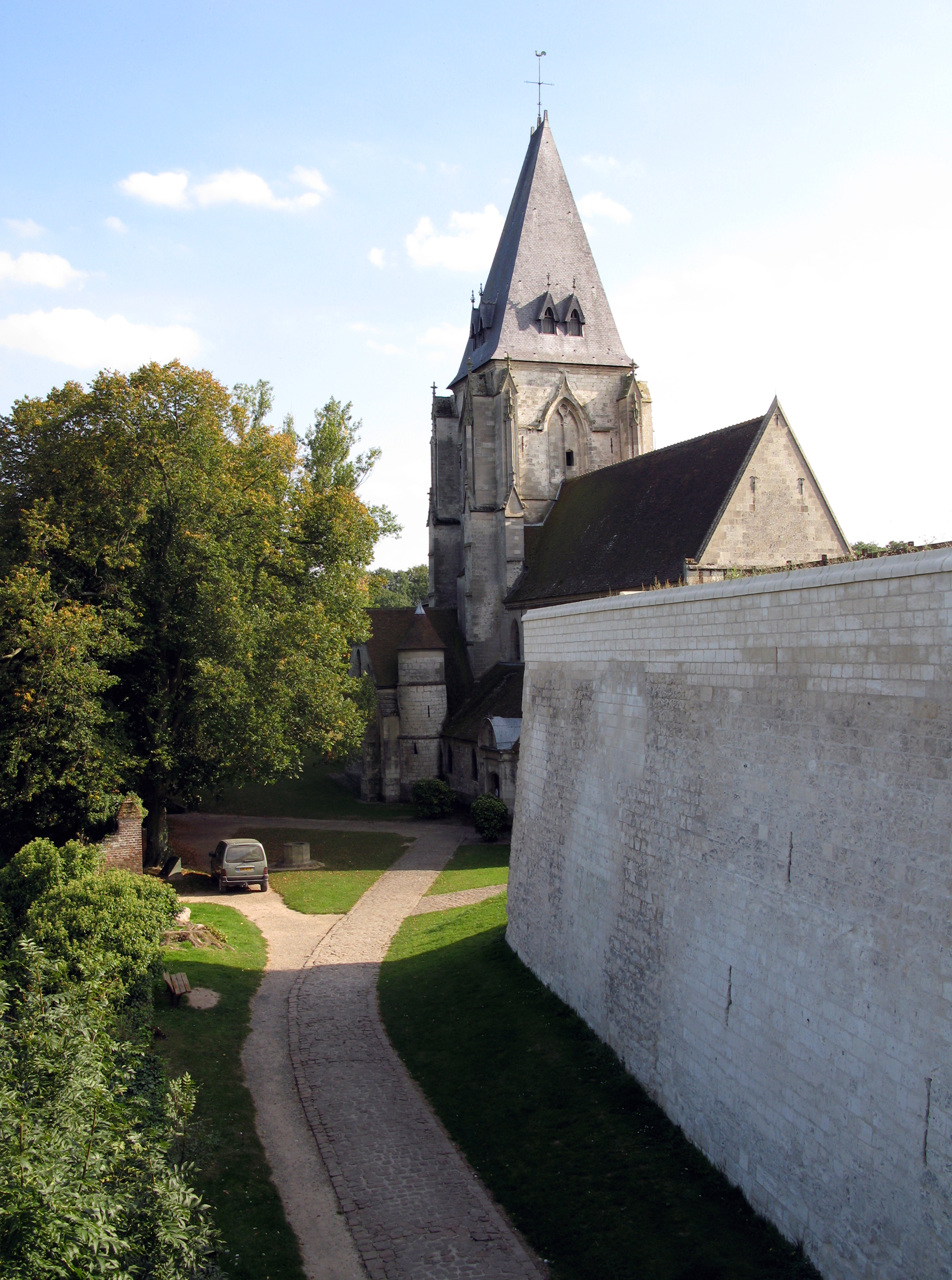
L'église et le rempart intérieur, vus depuis le premier étage du pavillon Sévigné.
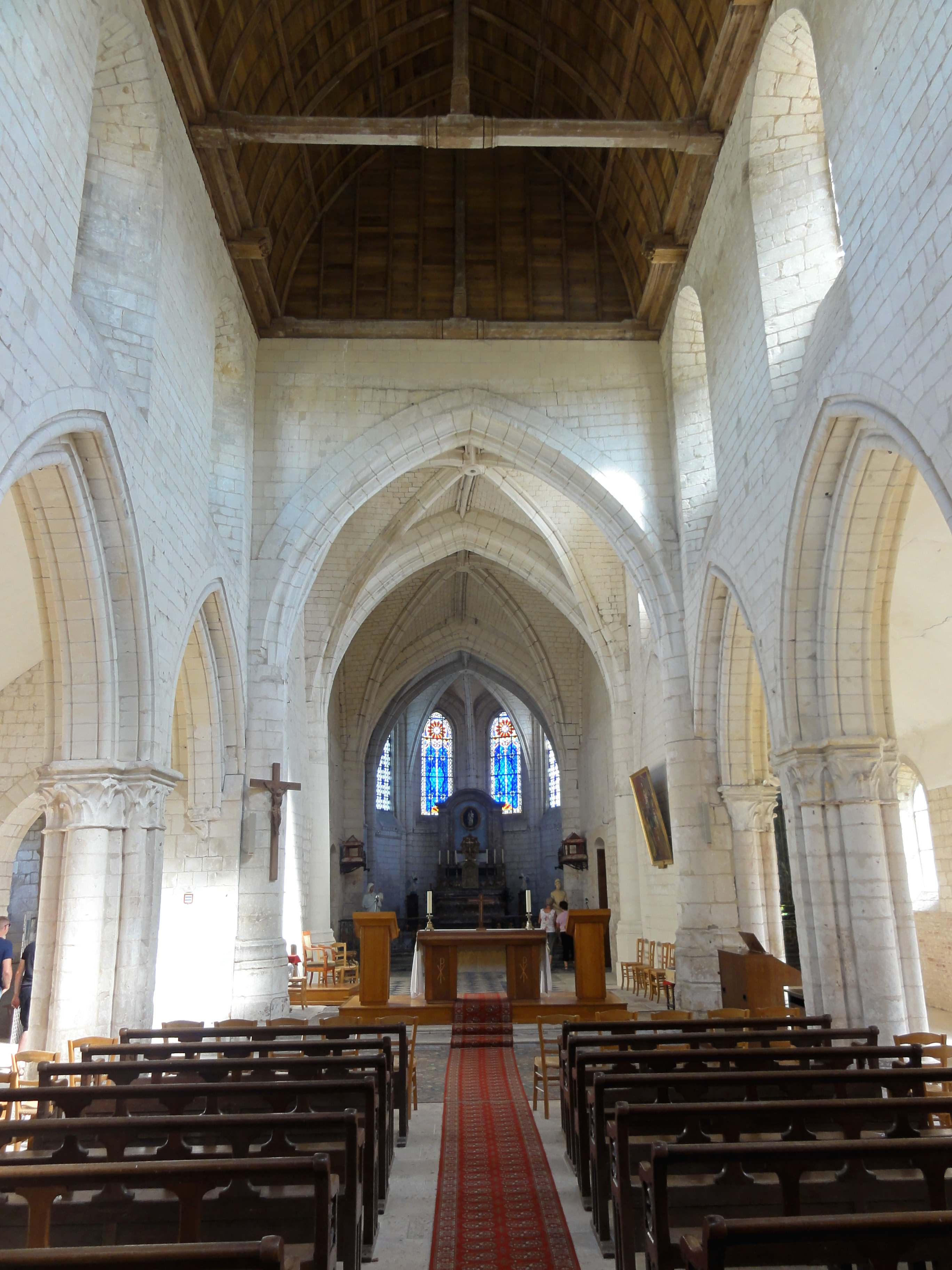
Nef, vue vers l'est.
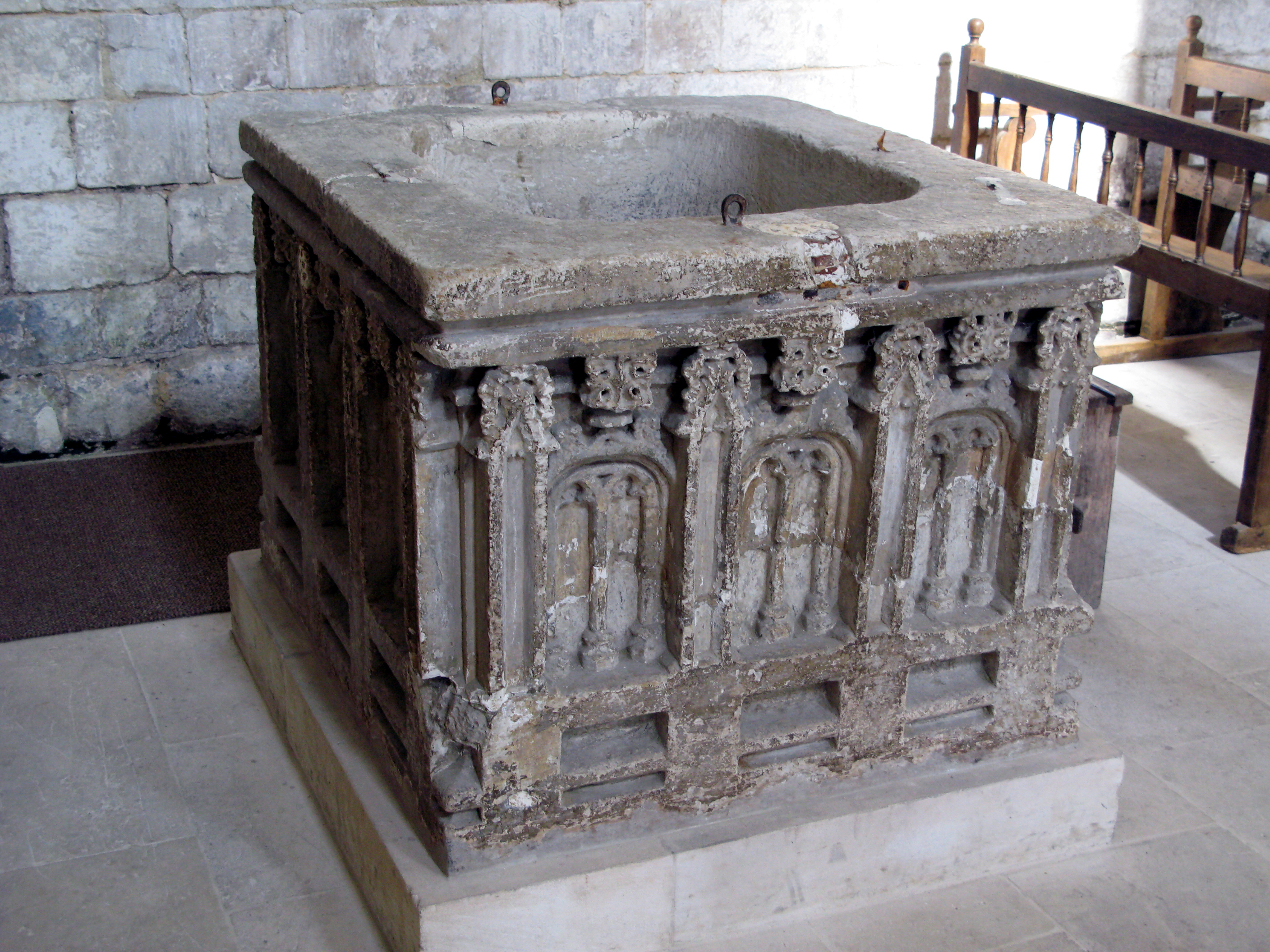
La cuve baptismale.
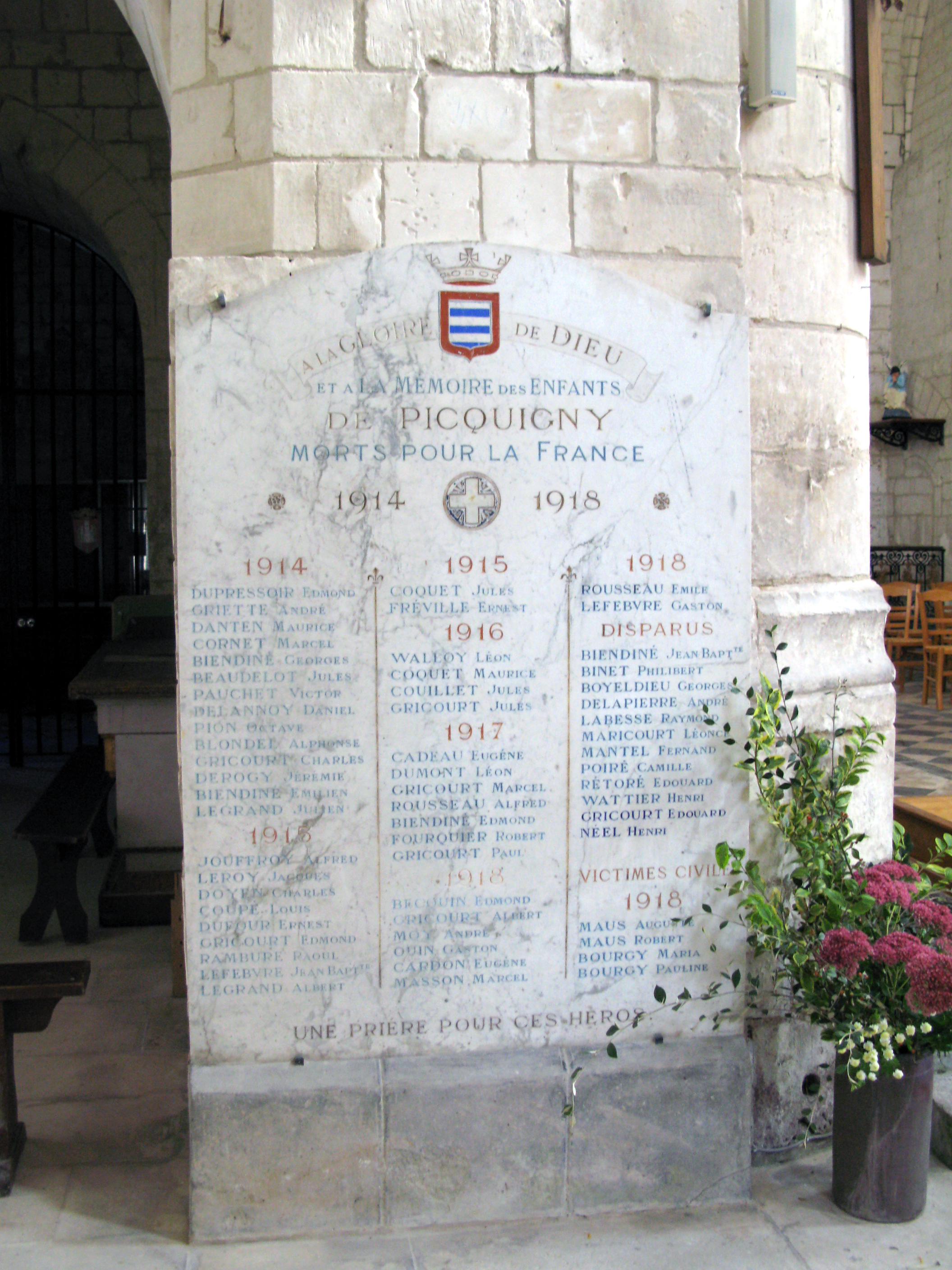
Plaque en l'honneur des soldats Morts pour la France.
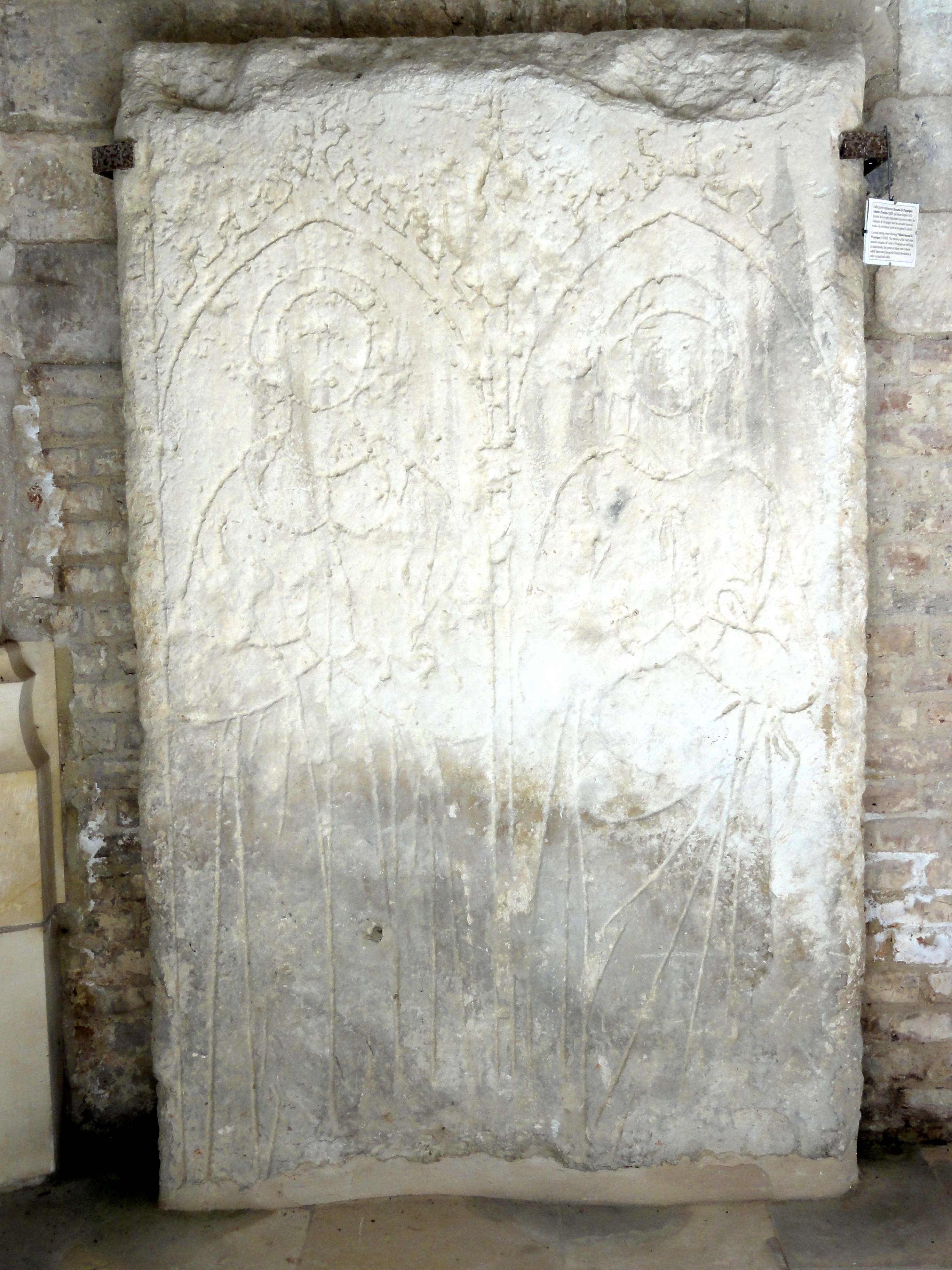
Dalle funéraire à effigies gravées de Renaud de Picquigny.

- Escalier Saint-Martin
- Escalier Saint-Jean
- Monument aux morts
- Ancienne gendarmerie nationale : située dans la rue Jean-Choquet (ou son prolongement rue des Chanoines), sa façade de brique et pierre est surmontée d'un fronton indiquant l'année de construction (1895).
- Chapelle Notre-Dame de Montligeon : fermé par une porte en fer forgé assez ouvragée, l'édifice se dresse au sud de la localité, à l'angle d'une petite rue qui descend du versant boisé et de la route venant de Fourdrinoy et Bovelles.
- Le marais tourbeux est un lieu de pêche de loisirs et de promenade[41].

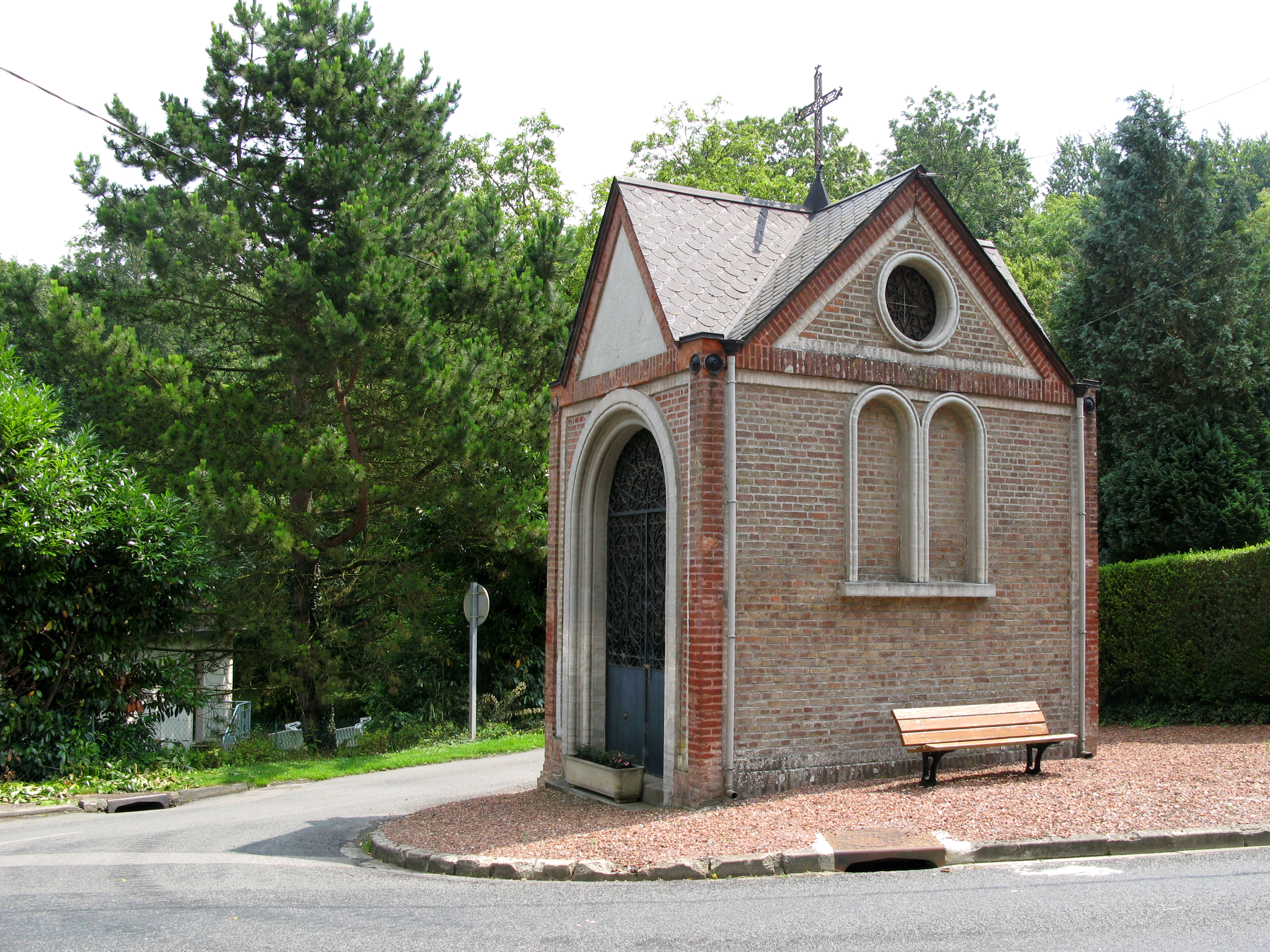
Notre-Dame de Montligeon.
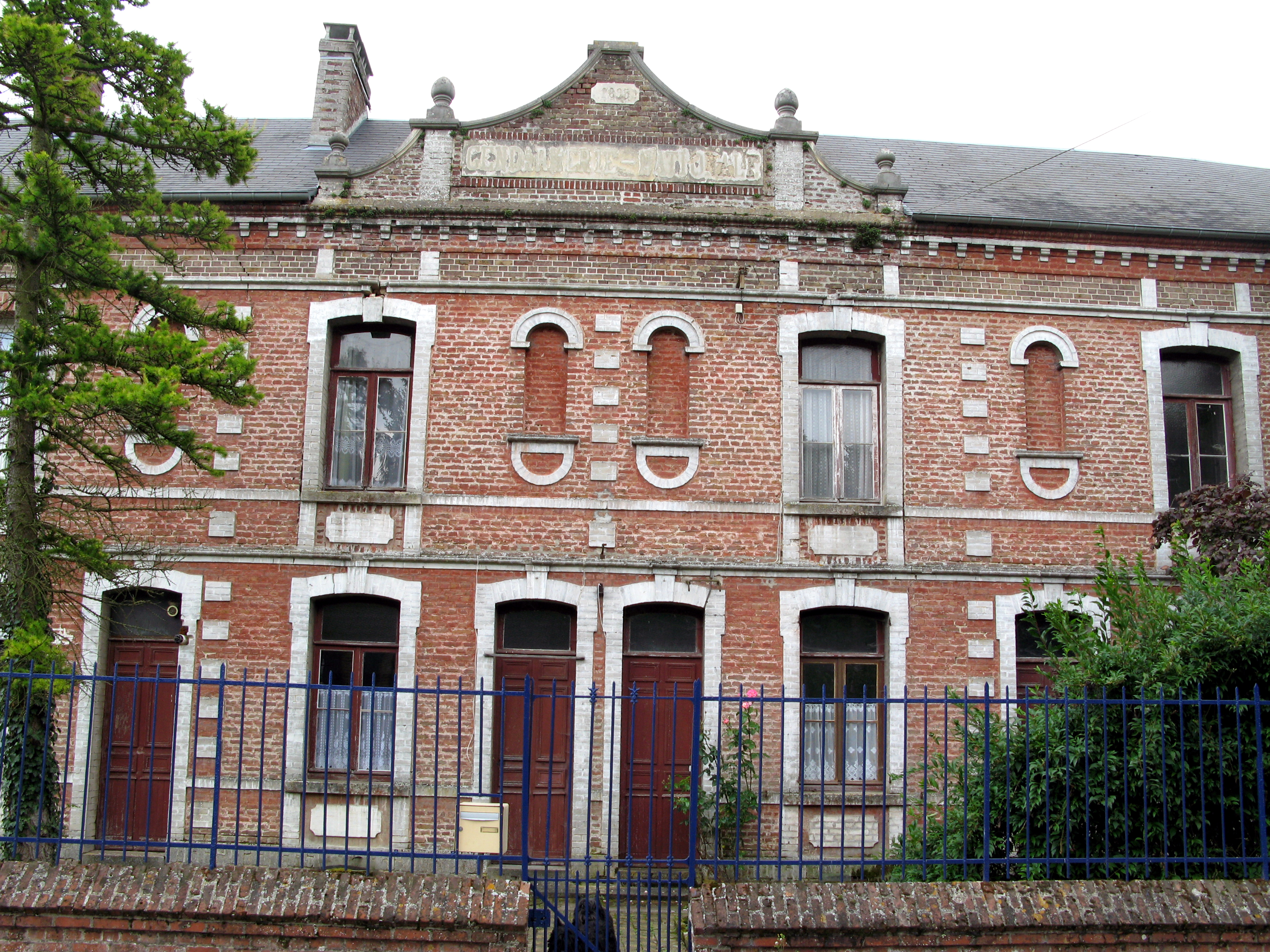
L'ancienne gendarmerie.
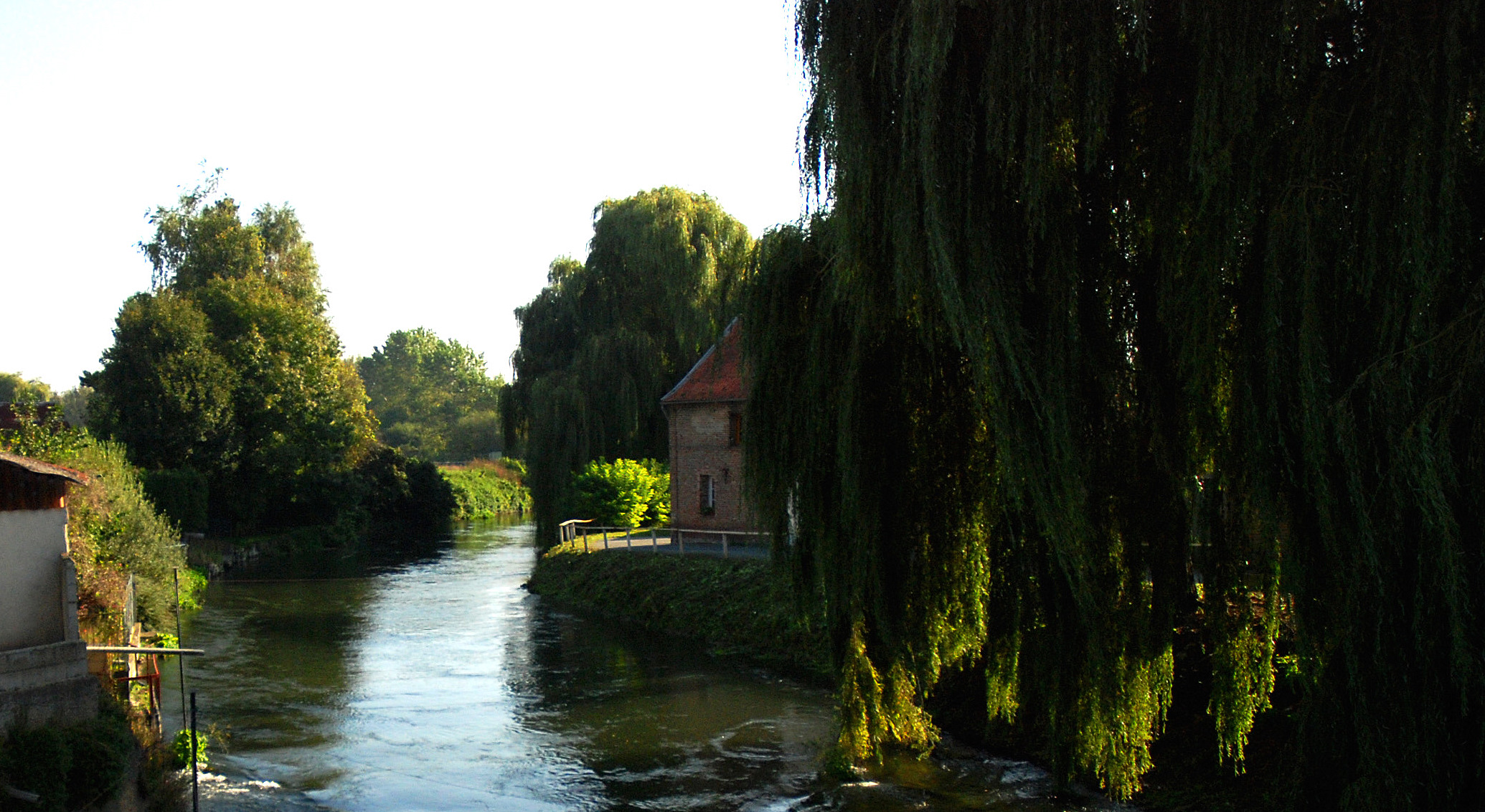
La Somme à Picquigny.

### Personnalités liées à la commune
- Guillaume Ier de Normandie y est assassiné en 942
- Wallon de Sarton, chanoine de la collégiale Saint-Martin de Picquigny ayant ramené à Amiens le chef de saint Jean-Baptiste en 1204.
- Baudoin d'Ailly dit « Beaugeois » (né v. 1355 et mort le 19 novembre 1415), chevalier français de la fin du XIVe et du début du XVe siècle, seigneur de Picquigny, vidame d'Amiens, conseiller et chambellan de Charles VI.
- Henri Bernardin de Picquigny (1633-1709), théologien capucin français, est né à Picquigny.
- Jean-Claude Leclercq (né en 1962), cycliste français champion de France 1985, est originaire de Picquigny.

## Culture, fêtes, sport et loisirs

### Fêtes
- « L'office de tourisme de l'Ouest Amiénois  »[42] a organisé en 2008 la 3e fête médiévale[43] dans le cadre prestigieux du château. Parmi les troupes et associations spécialisées dans la reconstitution historique ayant apporté leur savoir-faire dans l'animation et le spectacle, furent particulièrement remarquées « les Chevaliers du Comté de Boulogne »[44] et « les Compagnons de l'art médiéval »[45].

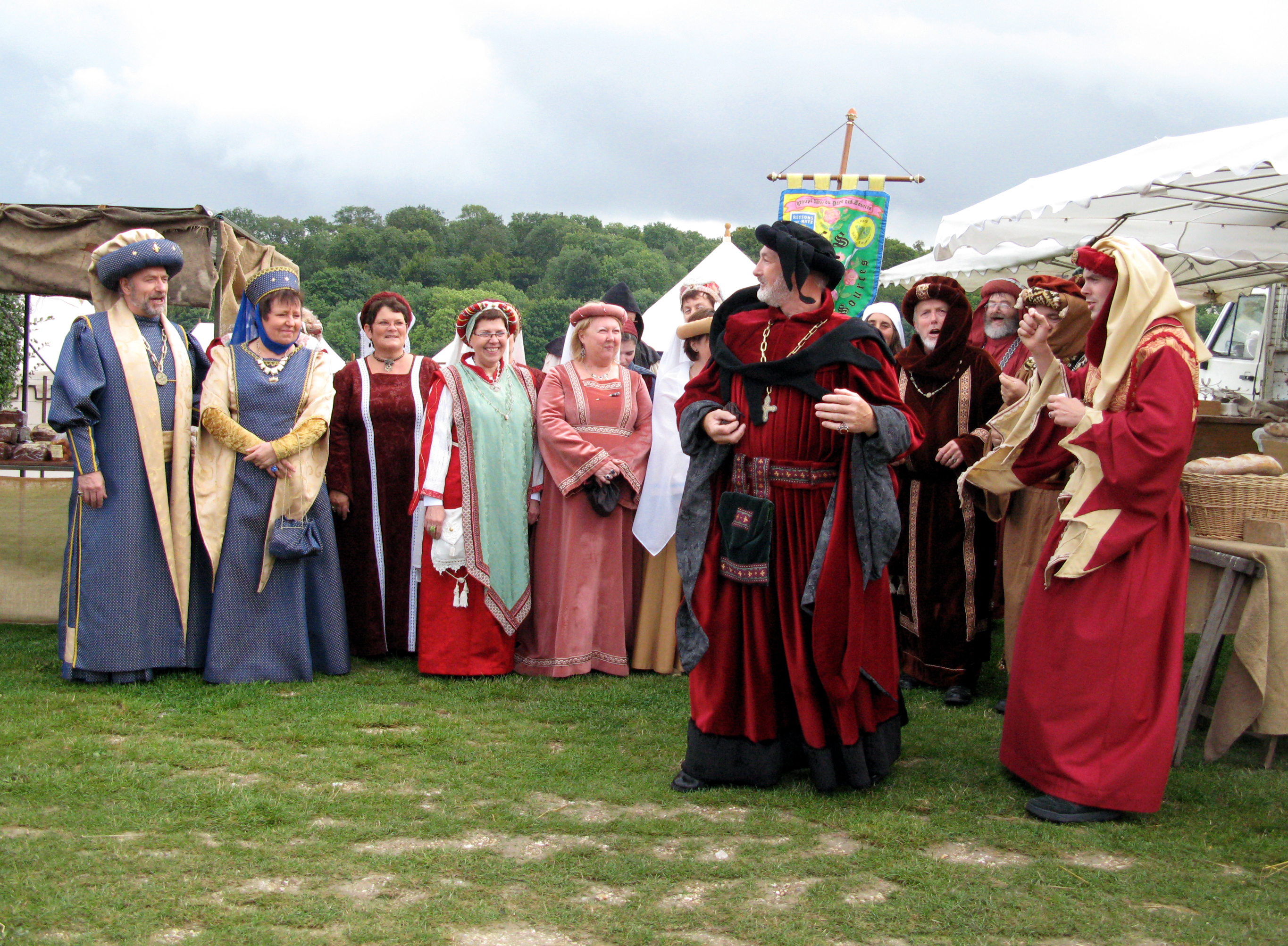
Superbes costumes de la chorale Le Chœur des Sources[46].
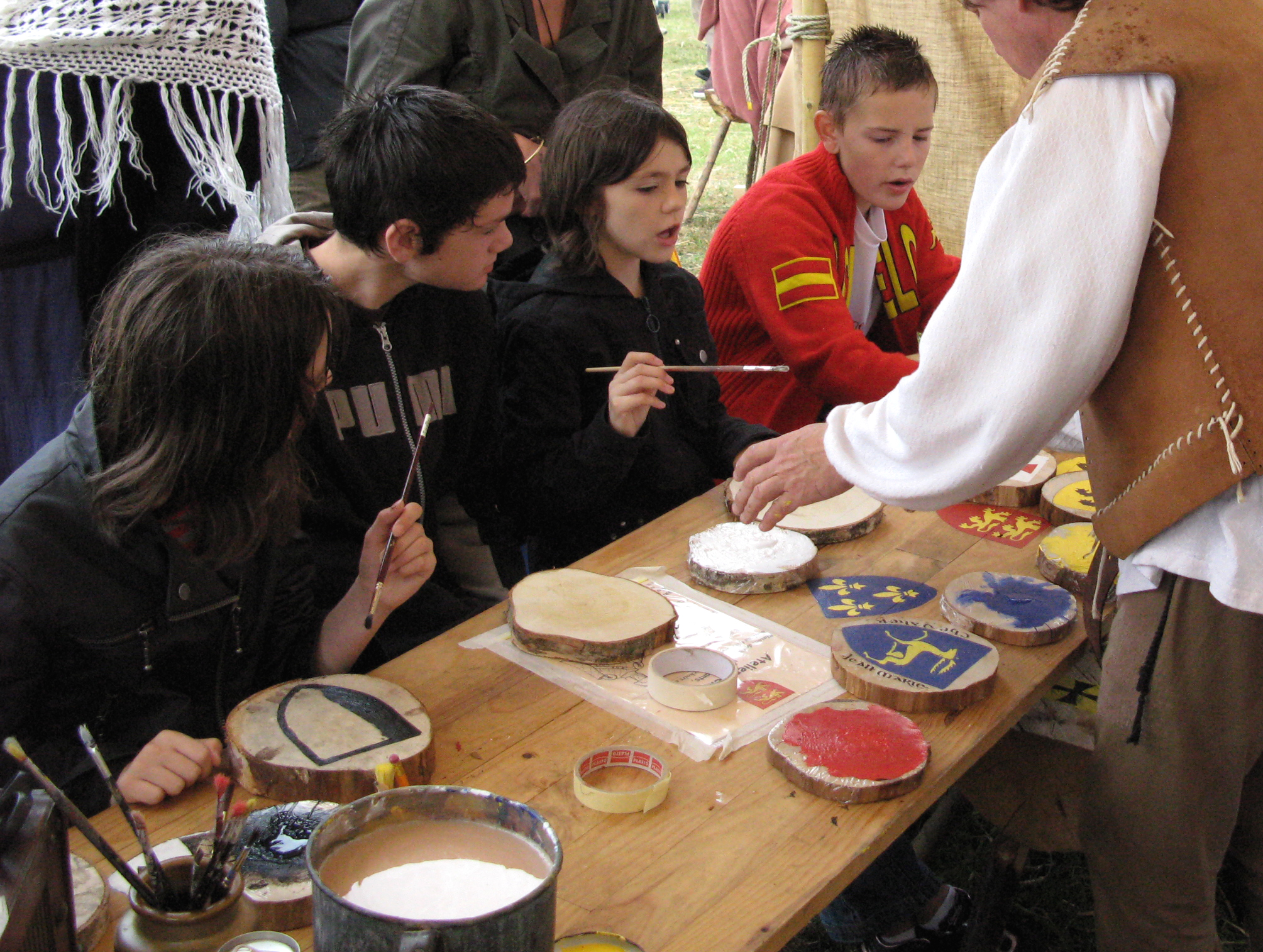
Atelier Peinture de blasons.
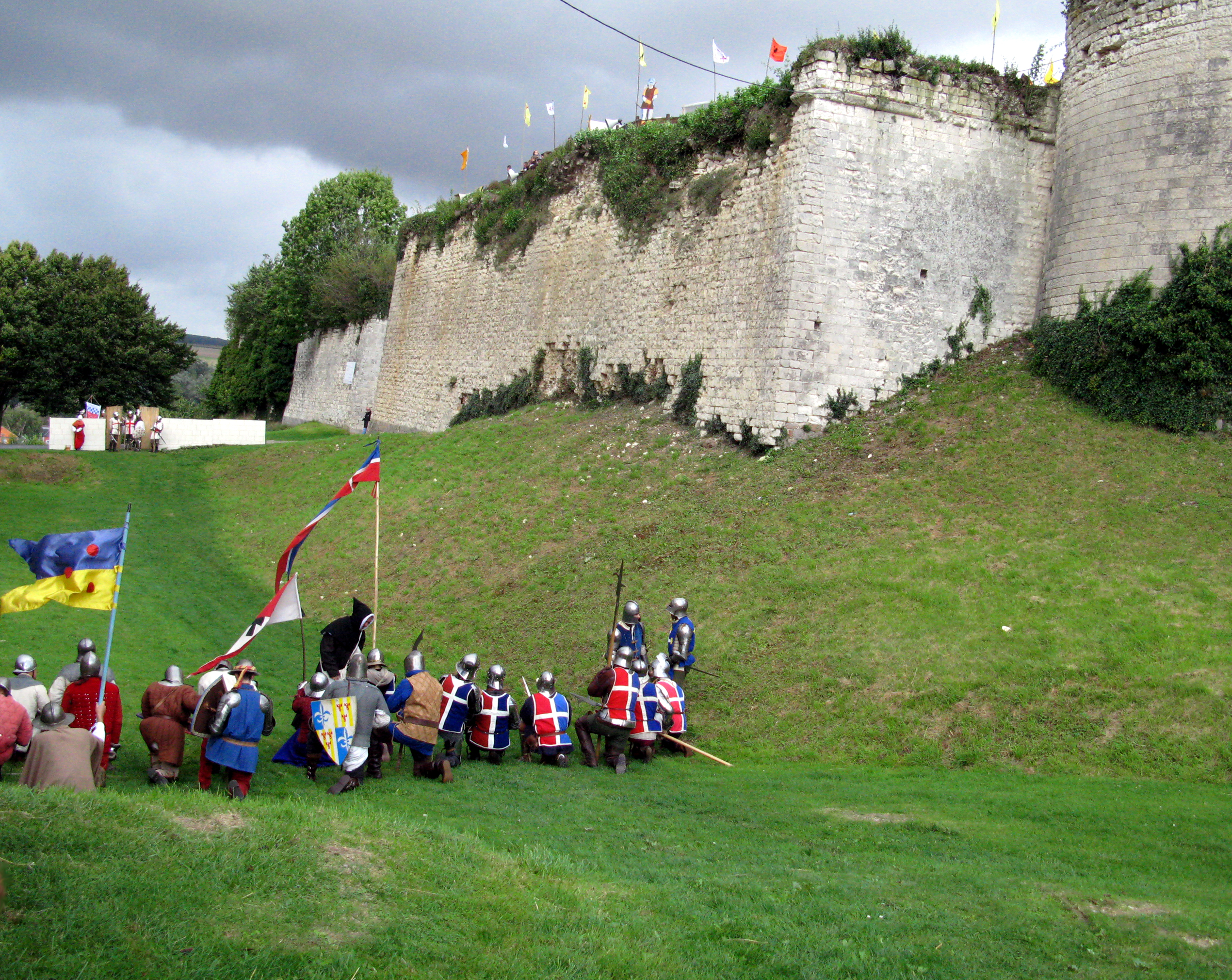
L'assaut du château est imminent.

- L'association « Les Chevaliers du Roc Blanc »[47], née en 2008 de l'enthousiasme de bénévoles animant la fête médiévale, tente de reconstituer la vie des Templiers par des animations sur le site du château.

### Picquigny dans la littérature
- Dans une lettre datée 27 avril 1689, Madame de Sévigné  relata son séjour au château de Picquigny.
- Dans son roman les Misérables, Victor Hugo fait du père Fauchelevent un originaire de Picquigny.
- Dans son roman la chanson du trouvère, Kate Sedley fait référence à Picquigny lors de l'accord de 1475.

### Héraldique
|  | Ces armoiries sont celles de la commune depuis au moins 1852. Ce sont celles des seigneurs de Picquigny qui étaient vidames de l'évêques d'Amiens. Elles sont attestées depuis le XIIIe siècle par plusieurs sceaux conservés aux Archives départementales de la Somme. Blasonnement : - fascé d'argent et d'azur, à la bordure de gueules. Ornements extérieurs : - Croix de guerre 1939-1945 avec étoile de bronze. Citation à l'ordre de la brigade du 11 novembre 1948 : « Bourg courageux, a été les 5 et 6 juin 1940, le lieu de durs combats menés par le 60e Régiment d'infanterie, et détruit aux deux cinquièmes. S'est remis avec foi et ardeur au travail. » |

### Patronymes
Voici la répartition (en nombre) de quelques patronymes des électeurs inscrits sur la liste électorale de 1849 :
| ACART, 4 BIENDINÉ, 12 DEHOSTINGUE, 6 DELCOURT, 1 FROIDURE, 2 HERBET, 7 POIRÉ, 1 ROUSSEAUX, 5 |

## Pour approfondir